# گادوروش
گادوروش (به مجاری:  Gádoros) یک منطقهٔ مسکونی در مجارستان است که در ناحیه اوروش‌هازا واقع شده‌است. گادوروش ۳۸٫۱۳ کیلومتر مربع مساحت و ۴٬۰۹۵ نفر جمعیت دارد.